# Javier Milei
Javier Gerardo Milei (Buenos Aires, 22 d'octubre de 1970) és un economista, escriptor, docent, presentador de radio, polític i conferenciant argentí. És Llicenciat en Economia, amb postgraus en teoria i ciències econòmiques. El 19 de novembre de 2023 va ser elegit president d'Argentina per al període 2023-2027, càrrec que assumeix el 10 de desembre de 2023.
Per a les eleccions legislatives de 2021, Milei es presentà al costat de Victoria Villarruel com a candidat a diputat per la Ciutat de Buenos Aires amb la coalició La Llibertat Avança. És autor de diversos llibres de política i economia, i conductor del programa de ràdio Demoliendo mitos. Va aconseguir certa exposició pública pels seus debats en programes de televisió i les seves fortes crítiques contra els governs de Cristina Fernández, Mauricio Macri i Alberto Fernández.

## Infància i joventut
Milei va néixer al barri de Palermo, a la Ciutat Autònoma de Buenos Aires, Argentina, el 22 d'octubre de 1970. El seu pare era xòfer d'autobusos, i la seva mare era mestressa; a més, té una germana menor anomenada Karina Milei, amb la qual assegura tenir una relació molt estreta. Milei va realitzar els seus estudis secundaris en el col·legi Cardenal Copello, del barri de Vila Devot. Posteriorment, es va mudar amb la seva família a la localitat de Sáenz Peña, província de Buenos Aires. En una entrevista va afirmar que, intrigat pel col·lapse de la «tablita cambiaria» de Martínez de Hoz i la hiperinflació, va decidir estudiar economia als onze anys.
En la seva adolescència tardana, de 1987 a 1989, va ser porter de Chacarita Juniors en les divisions inferiors. Milei explica que també va cantar en el grup Everest, que tocava sobretot música de The Rolling Stones.

## President d'Argentina
El 19 de novembre de 2023 va ser elegit president d'Argentina en guanyar de manera contundent les eleccions presidencials d'Argentina de 2023 en segona volta electoral contra Sergio Massa, càrrec que assumeix el 10 de desembre de 2023, rebent una situció econòmica de l'administració de Alberto Ángel Fernández en la que s'havia produit una caiguda abrupta dels salaris, un índex de pobresa del 45% i un 10% d'indigència, una caiguda del PIB per càpita del 15% els darrers 12 anys i una inflació acumulada d'aproximadament 5.000%. Per fer front a la crisi econòmica del país va aprovar el mateix desembre el Decreto de Necesidad y Urgencia.
El febrer de 2025 va retirar l'Argentina de l'Organització Mundial de la Salut per profundes diferències respecte a la gestió de la pandèmia de COVID-19.

## Posicions polítiques
Els comentaristes polítics han classificat les seves opinions ideològiques com una barreja de corrents llibertaris i conservadors de dretes, així com populistes de dretes i polítiques d'extrema dreta. Ha estat descrit com a d'extrema dreta per diverses publicacions argentines i en castellà. Milei és seguidor de l'expresident brasiler Jair Bolsonaro i de l'expresident nord-americà Donald Trump. També és proper al partit d'extrema dreta espanyol Vox, així com a l'excandidat presidencial conservador xilè José Antonio Kast. Milei va signar la «Carta de Madrid», un document redactat per Vox que descriu els grups d'esquerra com a enemics d'Iberoamèrica que suposadament estan involucrats en «un projecte criminal» que estan «sota el paraigua del règim cubà». Va signar el document al costat d'altres polítics, com Rafael López Aliaga, del Perú, José Antonio Kast, de Xile, i el fill de Bolsonaro, Eduardo, del Brasil.
Milei s'oposa a l'avortament fins i tot en casos de violació. Quan un periodista li va preguntar per un cas d'avortament realitzat a una nena de deu anys violada, Milei va declarar que un avortament en aquestes circumstàncies continua sent un assassinat. Va dir que només donaria suport a l'avortament quan la vida de la mare estigués en perill. També dona suport a la venda d'òrgans i nens. Al juny de 2022, preguntat pel seu suport a la venda de nens, Milei va dir: «Si jo tingués un fill, no el vendria, però no és el que la societat argentina està discutint en aquest moment, potser d'aquí a dos-cents anys, no ho sé». Milei creu en la teoria conspirativa del «marxisme cultural» d'extrema dreta. Sobre l'escalfament global, en nega l'existència, dient que és un invent del socialisme. Es basa en el marxisme cultural per oposar-se al feminisme, al moviment LGBT, i als drets de les minories, així com a l'educació sexual a les escoles; va equiparar l'educació pública amb un rentat de cervell. Va relacionar el marxisme cultural amb el Ministeri de la Dona, Gèneres i Diversitat, dient que si és elegit president, tancarà aquest ministeri.
Teòricament anarcocapitalista, Milei es considera minarquista o liberal-llibertari. Liberal econòmic i conservador fiscal, menciona sovint a Carlos Menem, president d'Argentina entre 1989 i 1999, i al seu ministre d'Economia, Domingo Cavallo. A més, va defensar Juan Bautista Alberdi i la seva Constitució, així com Alberto Benegas Lynch i la Generació del 80. És partidari d'acabar amb el Banc Central d'Argentina i permetre que els argentins elegeixin lliurement el sistema monetari, inclosa la possible dolarització de l'economia. Dona suport a la privatització de les empreses estatals, així com la lliure tinença d'armes. Com a economista, Milei fa un ús constant de fórmules matemàtiques i gràfics al llarg dels seus escrits per tal d'il·lustrar els seus punts. Això va ser criticat per alguns economistes de l'Escola Austríaca, ja que l'Escola Austríaca té opinions escèptiques sobre l'ús de les matemàtiques a l'economia, que consideren negativament en una ciència social. L'economista Andrés Aisian, de Página/12, va rebutjar la caracterització de Milei de la moneda fiduciària com a «diners falsificats». Aisian va argumentar que Milei confonia la moralitat de la moneda fiduciària amb la moralitat del seu descobriment original.